# Friedrich Siebert (General)
Friedrich Siebert (* 7. Juli 1888 in Ludwigshafen am Rhein; † 13. Mai 1950 in Würzburg) war ein deutscher General der Infanterie im Zweiten Weltkrieg.

## Leben
Siebert trat 1907 als Fahnenjunker in das 20. Infanterie-Regiment „Prinz Franz“ der Bayerischen Armee ein. Am 26. Mai 1909 erfolgte die Beförderung zum Leutnant. Während des Ersten Weltkriegs avancierte Siebert bis März 1918 zum Hauptmann und erhielt für seine Leistungen beide Klassen des Eisernen Kreuzes. Nach Ende des Krieges wechselte er in die Reichswehr und wirkte als Kommandeur in verschiedenen Verbänden. Am 1. Oktober 1933 wurde er Oberstleutnant und am 1. September 1935 Oberst. Ab dem 1. Oktober 1937 war er Kommandeur des Infanterie-Regiments 55. Am 1. April 1939 erfolgte die Beförderung zum Generalmajor. Im Zweiten Weltkrieg führte er als Kommandeur vom 1. Oktober 1939 bis zum 2. Mai 1942 die 44. Infanterie-Division. Am 1. April 1941 wurde er Generalleutnant und in dieser Eigenschaft am 18. November 1941 mit dem Ritterkreuz des Eisernen Kreuzes ausgezeichnet. Ab dem 10. Oktober 1942 führte er 57. Infanterie-Division. Vom 20. Februar bis 7. September 1943 übernahm Siebert als Kommandierender General das XIII. Armeekorps. Die Beförderung zum General der Infanterie erfolgte am 1. Mai 1943. Vom 1. Oktober 1943 bis Kriegsende war er Chef des Wehrmacht-Streifendienstes.
Sein Bruder Ludwig Siebert war Jurist und ab 1933 bayrischer Ministerpräsident.